# Лазающая жаба
Лазающая жаба, или лазающая ночная жаба (лат. Nectophryne afra) — вид бесхвостых земноводных из рода лазающих жаб (Nectophryne) семейства жаб (Bufonidae).

## Распространение
Западная Африка от юго-западной части Нигерии до Экваториальной Гвинеи и Габона, а также Биоко (Экваториальная Гвинея) и северо-восток Демократического Конго..

## Описание
Размер достигает 3 см. Голова и туловище вытянуты, глаза среднего размера. На пальцах есть присоски, позволяющие легко передвигаться по листьям деревьев и даже по вертикальным стеклянным поверхностям. Являются искусными прыгунами. Расцветка состоит из темно- и светло-коричневых пятен, по бокам присутствуют розовые, белые или бежевые пятна..

## Образ жизни
Обитают в тропических и субтропических низинных лесах. День проводят на земле, а ночью поднимаются на деревья. Избегают солнца. Питаются мелкими беспозвоночными, прежде всего муравьями и прочими насекомыми..

## Размножение
Гнёзда устраивают в полостях деревьев содержащих воду, где и растут головастики. Заботой о потомстве занимается самец..